# Nymphargus anomalus
A Nymphargus anomalus a kétéltűek (Amphibia) osztályába, a békák (Anura) rendjébe, ezen belül az üvegbékafélék (Centrolenidae) családjának Nymphargus nemébe tartozó faj.

## Előfordulása
Ecuadorban él, endemikus. Természetes élőhelye a szubtrópusi és trópusi nedves  hegyi erdők és folyóvizek.